# Hospices civils de Lyon
Pour les articles homonymes, voir HCL.
Les Hospices civils de Lyon (ou HCL), créés le 18 janvier 1802, sont le 2e centre hospitalier universitaire de France. Ils comptent 13 établissements hospitaliers dans l'agglomération lyonnaise et un dans le département du Var.
En 2021, le produit annuel d'exploitation des HCL est d'un montant de 2,1 milliards d'euros ; ils constituent le premier employeur de la région Rhône-Alpes (24 000 professionnels dont plus de 5 000 professionnels médicaux) et le plus grand propriétaire de terrains du Grand Lyon avec 850 000 m2 de patrimoine.

## Innovations médicales

### Néphrologie et transplantation rénale
En 1965 à l'hôpital de l'Antiquaille, les Professeurs Jules Traeger et Jean Perrin réalisent la première greffe française d'un rein prélevé sur donneur décédé. En 1976, la première greffe de pancréas en Europe est réalisée par le Pr Dubernard; en 1992, le Pr Olivier Boilot est le premier en France à implanter un greffon hépatique issu d'un donneur vivant. En 2006, le Pr Lionel Badet et son équipe seront les premiers en France à greffer un rein issu d'un donneur décédé par arrêt cardiaque et conservé sur machine de perfusion. En 2013 à l'hôpital Édouard Herriot, le Dr Sébastien Crouzet, urologue, réalise la première ablation partielle d’un rein à travers le nombril. Cette première mondiale sera suivie d'une deuxième, la même année, avec une néphrectomie robotique vaginale en ambulatoire réalisée à l'hôpital Lyon Sud par le Pr Philippe Paparel, chirurgien urologue et Pr François Golfier, chirurgien gynécologue.

### Greffe de main et des avant-bras
Entre 1998 et 2000 à l'hôpital Édouard Herriot, les Professeurs Dubernard et Owen (en) réalisent la première greffe de main au monde (1998). En 2000, le Pr Dubernard, assisté de 18 chirurgiens et 50 soignants, réalise la première double greffe des mains et avant-bras après 17 heures d'intervention.

### Déficit immunitaire et «enfants bulle»
Afin de corriger le déficit immunitaire de ses patients, le Pr Touraine et son équipe réalisent entre 1974 et 1988, une série d'interventions : première greffe du thymus en France (1974), première greffe mondiale de cellules souches du foie fœtal sur nouveau-né (1976) puis in utero (1988).

## L'organisation des HCL
Les Hospices civils de Lyon rassemblent des établissements de santé organisés en groupements ainsi que des services transversaux organisés en pôles. Les HCL possèdent également plusieurs instances décisionnelles ou consultatives comme le conseil de surveillance, présidé par le maire de Lyon.
La mise en œuvre des pôles d'activité médicale au sein des HCL est réalisée en 2007.

### Politique pharmaceutique
Dans un contexte de contrainte budgétaire, les Hospices civils de Lyon ont décidé de mettre en place le système dit de « Kanban», ou système plein-vide pour la gestion des dispositifs médicaux stériles. Le déploiement a débuté en 2005 et se poursuit encore en 2016. « Cette réorganisation pharmaceutique d'ampleur a été menée par une équipe projet constituée de compétences en logistique et pharmacie. En lien avec les différentes directions d'établissement et fonctionnelles, elle était suivie en comité de pilotage ».

### Hôpitaux

#### Groupement Hospitalier Nord

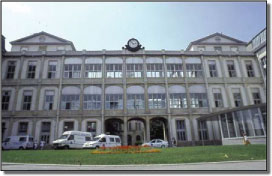
Hôpital de la Croix-Rousse.

- L'hôpital de la Croix-Rousse dans le 4e arrondissement
- L'hôpital Frédéric Dugoujon à Caluire-et-Cuire
- L'hôpital Pierre Garraud dans le 5e arrondissement

#### Groupement Hospitalier Sud
- L'hôpital Lyon Sud à Pierre-Bénite
- L'hôpital Henry Gabrielle à Saint-Genis-Laval

#### Groupement Hospitalier Est
- L'hôpital Pierre Wertheimer à Bron
- L'hôpital Louis Pradel à Bron
- L'hôpital Femme Mère Enfant (gynécologie-obstétrique, néonatalogie, pédiatrie) à Bron
- L'institut d'hématologie et d'oncologie pédiatrique (IHOPe) : structure gérée conjointement par les HCL et le centre Léon-Bérard qui traite les patients en hématologie et oncologie pédiatrique
- Un centre de médecine de la reproduction et un CECOS

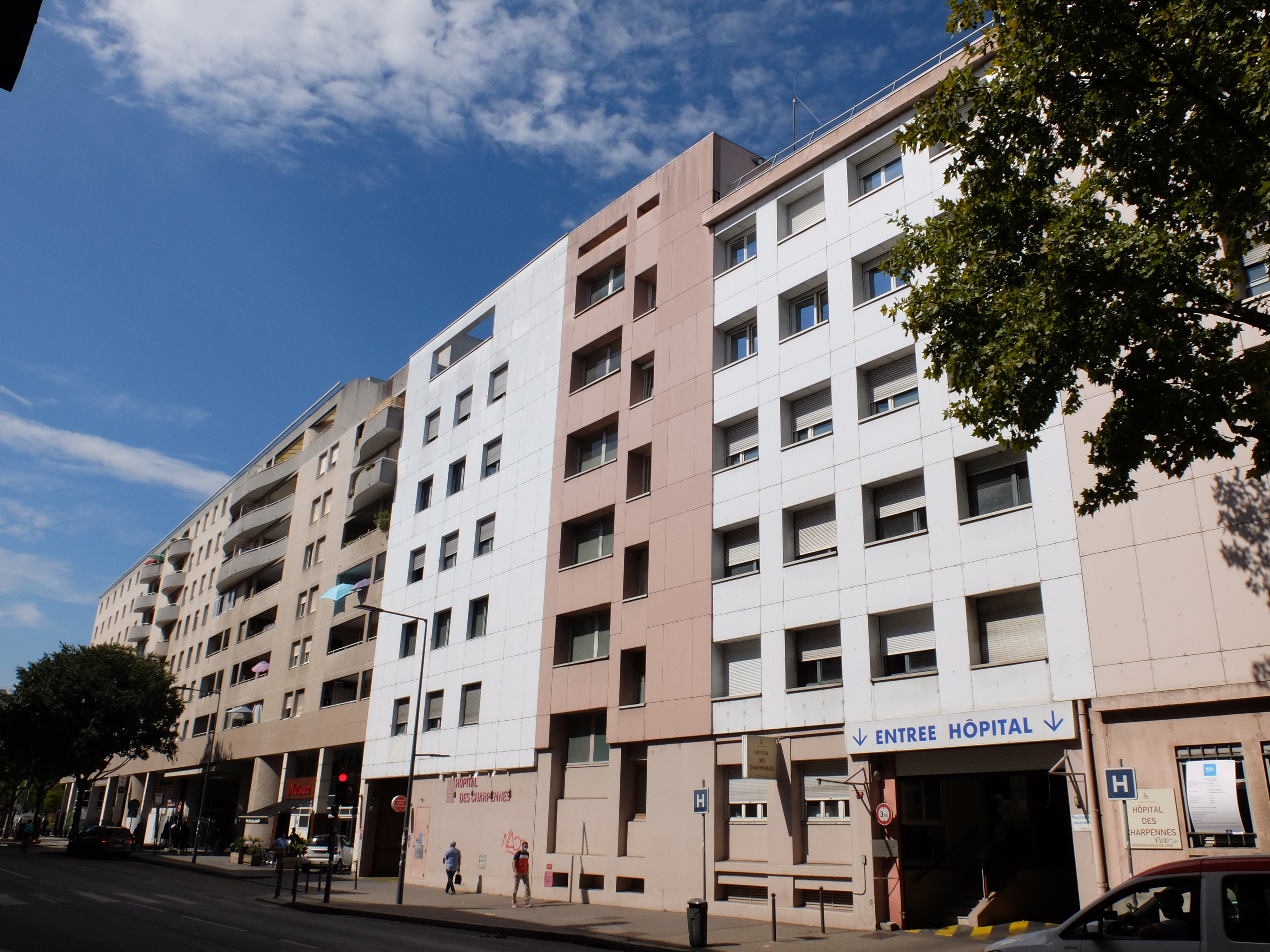
L’hôpital des Charpennes

#### Groupement Hospitalier Centre
- L'hôpital Édouard Herriot dans le 3e arrondissement
- L'hôpital des Charpennes à Villeurbanne
- Le service de consultations et traitements dentaires dans le 7e arrondissement

#### Hors groupement
- L'hôpital Renée Sabran à Hyères

### Directions et services support
La direction et service se compose de la manière suivante:

#### Pôle stratégie et ressources humaines
- Direction du personnel et des affaires sociales
- Direction des affaires médicales
- Direction centrale des soins
- Direction de la recherche en santé
- Direction de l'innovation
- Direction des Coopérations et de la Stratégie
- Direction Qualité, Usagers et Santé Populationnelle
- Institut de Cancérologie
- Institut du Vieillissement
- Pôle de Santé Publique

#### Pôle secrétariat général
- Direction des Affaires Financières et du Développement Durable
- Direction de la performance et du contrôle de gestion
- Direction des Affaires Domaniales
- Direction des Affaires Juridiques
- Département Prévention, Sécurité Générale
- Documentation centrale
- Affaires Générales Mission Situations Sanitaires Exceptionnelles
- Mission Relations Internationales
- Mission Culture et Patrimoine Historique
  - Musée des HCL

#### Pôle investissements et ressources matérielles
- Département des Ressources Matérielles
  - Direction des Achats
  - Direction des Affaires Techniques
  - Direction de l'Ingénierie Biomédicale et des Équipements
  - Direction de la Production et de la Logistique
    - Unité centrale de production alimentaire des Hospices civils de Lyon (UCPA)
- Direction des Services Numériques
- Direction des Plateaux Médico-Techniques
- Direction Transversale de la Pharmacie et de la Stérilisation

## Offre de soins

### Cancérologie
L’Institut de cancérologie des HCL est un réseau qui fédère l’ensemble des services du CHU prenant en charge des patients atteints de cancers, répartis géographiquement sur différents hôpitaux. L'IC-HCL est membre de l'OECI (Organisation of European Cancer Institutes).
14 150 patients ont été pris en charge aux HCL pour une pathologie cancéreuse en 2018, dont 8 782 nouveaux cas.
Les HCL sont labellisés par l’Institut national du cancer comme coordonnateurs nationaux pour les tumeurs trophoblastiques gestationnelles ainsi que les tumeurs rares du péritoine.

### Vieillissement
L’institut du vieillissement des HCL fédère l’ensemble des professionnels des HCL et structure la prise en charge clinique et les parcours de soins : post-urgences, dépendance, fragilité, mémoire, oncologie, nutrition, neurologie, cardiovasculaire, chutes, infectieux... Il représente 25% des lits du CHU, soit en hôpital dédié au vieillissement, soit en services intégrés dans les hôpitaux généralistes
Il intègre un centre mémoire ressource recherche (CMRR) qui organise les consultations mémoire, permettant aux patients présentant des troubles de la mémoire, de bénéficier d'un diagnostic précis et d'une prise en charge adaptée de la maladie d'Alzheimer et autres maladies apparentées.
Il intègre également un centre de recherche clinique « vieillissement-cerveau-fragilité » permettant l'accès à la recherche et aux essais cliniques.

### Soins de courte durée
En 2014, 68,2 % des patients pris en charge dans les établissements des HCL pour des soins de courte durée étaient des résidents du département du Rhône.

### Soins de suites et de réadaptation
Les HCL ont accueilli 5 765 patients en SSR pour un total de 45 226 séjour-semaine.

### Soins de longue durée et EHPAD
Les SLD et hébergements en EHPAD représentent 170 000 journées en 2014.

### Urgences
Au total, en 2014, les services d'urgence ont enregistré plus de 264 000 passages sur l'ensemble des sites. L'hôpital Édouard Herriot représente à lui seul un peu plus de 106 000 passages.

### Activité médico-technique
Les HCL ont réalisé plus de 13 millions d'actes de laboratoires et un demi-million d'actes d'imageries en 2014. Fin 2015, le secteur de l'imagerie a fait l'objet d'un projet d'optimisation du parc d'équipement avec la signature d'un partenariat de douze ans avec l'entreprise Philips.

## Le personnel des Hospices civils de Lyon

### Répartition du personnel
En 2021, 24 000 professionnels travaillent aux hospices civils de Lyon.
En 2014 la classification de la masse salariale en équivalent temps plein pour le personnel non médical était la suivante:
| Filière professionnelle     | ETP       |
| --------------------------- | --------- |
| Personnel Administratifs    | 2 087,70  |
| Personnels de soins         | 10 566,94 |
| Personnels éducatifs        | 133,49    |
| Personnel Médico techniques | 1 273,65  |
| Personnels Techniques       | 2 791,03  |

### Directeurs généraux
C'est en 1947 que le conseil d'administration des Hospices civils de Lyon étudie la création du poste de directeur général, fonction de coordination jusqu'alors remplie par le secrétaire général. Ce n'est que le conseil d'administration du 26 juillet 1950 qui nomme le premier directeur général des HCL.
- Louis Veyret (1951-1976)[16]
- Maurice Rochaix (1976-1984)[17]
- Christian Dutreil (1984-1991)
- Claude Baptiste (1991-1999)
- François Grateau (1999-2003)
- Benoît Leclercq (2003-2006)
- Paul Castel (2007-2011)[18]
- Daniel Moinard (10 janvier 2011 - 1er novembre 2012)
- Dominique Deroubaix (21 décembre 2012 - 27 avril 2017)[19]
- Catherine Geindre (2 mai 2017- 31 mai 2020)[20]
- Raymond Le Moign (en poste du 1er juin 2020[21] au 21 juillet 2023[22] puis à partir du 29 décembre 2023)[23],[24]

### Président de la commission médicale d’établissement
- Professeur Olivier Claris (2009 — 2021 )[25]
- Professeur Vincent Piriou (2021 — … )[25]

## Évolution de l'identité visuelle des HCL
Le blason des HCL, encore visible aujourd'hui sur de nombreuses façades d'immeubles lyonnais est utilisé jusqu'en 1986, notamment pour illustrer le Journal des Hospices Civils de Lyon. Le blason se décrit ainsi : « écartelé : aux 4 de 1 de gueules, au lion d’argent cousu d’azur, chargé de trois fleurs de lys d’or (Lyon) ; au 2 d’azur, à la Vierge de pitié d’argent (Grand Hôtel-Dieu de Lyon) ; au 3 de sable, à la Charité d’or ».
Le logo et ses évolutions entre 1986 et 2016 représentait un microscope constitué des trois lettres HCL.
Depuis 2019, le logo a évolué pour plus de lisibilité en affichant uniquement les 3 lettres HCL et en dessous Hospices Civils de Lyon.

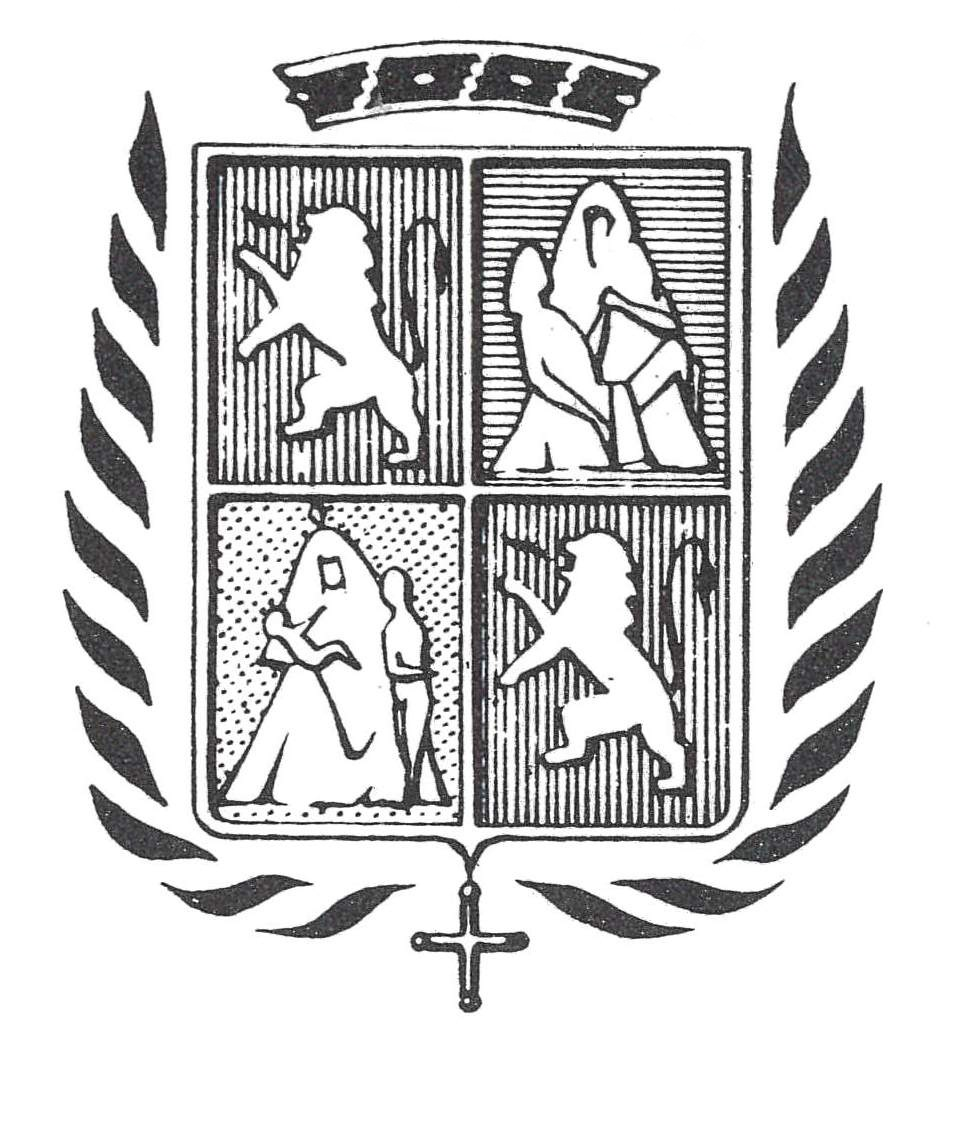
Blason avant 1986
Ancien logo des HCL utilisé à partir de 1986.
Ancien logo des HCL utilisé de 2013 à 2016
Ancien logo des HCL utilisé de 2016 à 2019
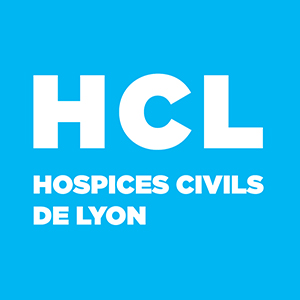
Nouveau logo des HCL utilisé depuis 2019